# Love Nwantiti
Love Nwantiti é uma canção do cantor e compositor nigeriano CKay, lançada em 2019 como a segunda faixa de sua segunda extended play Ckay the First pela Chocolate City através da Warner Music Group. Um remix da canção intitulada " Love Nwantiti (Ah Ah Ah) " com o cantor nigeriano Joeboy e o cantor ganês Kuami Eugene, lançado como single em 2020, tornou-se um sucesso comercial na Nigéria, Ásia Ocidental, África do Norte e em muitos Espaços de clubes europeus, bem como o assunto de colaborações com muitos artistas locais para variações localizadas. A versão francesa incluiu vocais do rapper francês Franglish; a versão alemã é uma colaboração com Frizzo.
Em 2021, a música ficou nas paradas da Europa, Austrália, América Latina e Nova Zelândia, alcançando o primeiro lugar na Índia, Holanda, Noruega e Suíça, e ganhou popularidade na Tik Tok. Ele também alcançou a posição número 3 no UK Singles Chart e alcançou o número um no UK Indie Singles Chart.  Ele também alcançou a posição 31 na Billboard Hot 100 e apareceu na Canadian Hot 100. 
Embora na maioria dos países o remix principal de CKay com Joeboy e Kuami Eugene tenha sido lançado, outra versão, o remix norte-africano com ElGrande Toto, virou sucesso na Alemanha, Itália, Áustria e Dinamarca. Uma versão de De La Ghetto fez uma breve aparição na França, embora a versão principal CKay / Joeboy / Kuami Eugene tenha liderado as Paradas Francesas

## Artistas
CKay (nome verdadeiro Chukwuka Ekweani) é um cantor, compositor e produtor nigeriano com contrato formal com a Chocolate City.  CKay é um músico que fez faixas em uma variedade de gêneros, incluindo Afrobeats, R&B e dancehall. Ele tem dois EPs: Who the Fuck Is CKay? (2017)  e Ckay the First (2019)  Em 10 de outubro de 2021, love nwantiti (ah ah ah) alcançou o primeiro lugar no Top Songs do Youtube Global .
Joeboy (nome verdadeiro Joseph Akinwale Akinfenwa-Donus, nascido em 21 de maio de 1997 no estado de Lagos, Nigéria) é um cantor e compositor nigeriano.
Kuami Eugene (nome verdadeiro Eugene Kwame Marfo, nascido em 1 de fevereiro de 1997) é um cantor e compositor Ganense de Highlife e Afrobeat contratado pela Lynx Entertainment.

## Versões
- 2020: "Love Nwantiti"

- 2020: "Love Nwantiti" (Versão acústica)[15]

- 2020: "Love Nwantiti" (Remix) (com Joeboy e Kuami Eugene)

## Colaborações
- "Love Nwantiti (Ah Ah Ah)" (Remix) (Digital Chocolate City / Warner)

- "Love Nwantiti (Ah Ah Ah)" (Remix em espanhol) - CKay e De La Ghetto

- "Love Nwantiti (Ah Ah Ah)" (remix da África do Norte) - Ckay com ElGrande Toto

- "Love Nwantiti (Ah Ah Ah)" (Remix da África Oriental) - CKay com Rayvanny

- "Love Nwantiti (Ah Ah Ah)" (Remix da África do Sul) - CKay com Tshego e Gemini Major

- "Love Nwantiti (Ah Ah Ah)" (Remix em francês) - CKay com Franglish
- "Love Nwantiti (Ah Ah Ah)" (Remix alemão) - CKay com Frizzo, Joeboy e Kuami Eugene

## Prêmios e indicações
| Prêmio                   | Categoria                 | Resultado |
| ------------------------ | ------------------------- | --------- |
| City People Music Awards | Melhor Colaboração do Ano | Indicado  |

## Desempenho nas paradas musicais
| Parada (2020–2021)                        | Posição |
| ----------------------------------------- | ------- |
| Argentina (Argentina Hot 100)             | 74      |
| Austrália (ARIA)                          | 8       |
| Áustria (Ö3 Austria Top 75)               | 4       |
| Bélgica (Ultratop 50 de Flandres)         | 8       |
| Bélgica (Ultratop 50 da Valônia)          | 10      |
| Canadá (Canadian Hot 100)                 | 5       |
| República Checa (Singles Digitál Top 100) | 9       |
| Dinamarca (Tracklisten)                   | 6       |
| França (SNEP)                             | 1       |
| Alemanha (Offizielle Deutsche Charts)     | 6       |
| Global 200 (Billboard)                    | 2       |
| Grécia (IFPI)                             | 16      |
| Hungria (Single Top 40)                   | 6       |
| Hungria (Stream Top 40)                   | 7       |
| Índia (IMI)                               | 1       |
| Irlanda (IRMA)                            | 5       |
| Itália (FIMI)                             | 24      |
| Lituânia (AGATA)                          | 13      |
| Malásia (RIM)                             | 8       |
| Países Baixos (Dutch Top 40)              | 14      |
| Países Baixos (Single Top 100)            | 1       |
| Nova Zelândia (Recorded Music NZ)         | 2       |
| Noruega (VG-lista)                        | 1       |
| Portugal (AFP)                            | 1       |
| Singapura (RIAS)                          | 5       |
| Eslováquia (Singles Digitál Top 100)      | 6       |
| África do Sul (RISA)                      | 2       |
| Espanha (PROMUSICAE)                      | 46      |
| Suécia (Sverigetopplistan)                | 4       |
| Suíça (Schweizer Hitparade)               | 1       |
| Reino Unido (UK Singles Chart)            | 3       |
| Reino Unido (OCC UK Indie)                | 1       |
| US Billboard Hot 100                      | 31      |
| US World Digital Song Sales (Billboard)   | 2       |

| Gráfico/tabela (2021) | Posição position |
| --------------------- | ---------------- |
| França (SNEP)         | 183              |